# Óriáslapu-virágúak
Az óriáslapu-virágúak (Gunnerales) a valódi kétszikűek kládjának (Eudicots, Eudicotyledonae) core eudicots csoportjának alapi helyzetű rendje, a rajta kívül eső központi kétszikűek egyetlen kládot alkotnak, a Pentapetalae-t. A rend korábban legfeljebb családi rangon szerepelt, mint például a Borhidi-rendszerben, ahol a süllőhínár-virágúak rendjének (Haloragales) egyik családját alkotta óriáslapufélék (Gunneraceae) néven. Az Urania Növényvilág osztályzása szerint a mirtuszvirágúak rendjében (Myrtales) foglal helyet, és itt még külön családi rangot sem kap, hanem csak a tengerifürtfélék családjának (Haloragaceae) egyik nemét alkotja. A rendbe két család, az óriáslapufélék (Gunneraceae) a Myrothamnaceae család tartozik, mindkettő egy-egy nemzetséggel (Gunnera és Myrothamnus), ahová mintegy 40 fajt sorolunk.

## Jellemzés
Az óriáslapu-virágúak kivétel nélkül lágyszárú növények, a hatalmas lemezű leveleik tőlevélrózsában állnak, igen hosszú levélnyéllel. A levelek épek, tagolatlanok, és finom szőrzet borítja őket. A növények testében sok a cserzőanyag. Az óriáslapuk virágmorfológiai jellegzetességei közé tartoznak az egyivarú virágok, a párta hiánya, 2–4 termőlevélből képződő termő, melynek magháza alsó állású, és benne csak egyetlen nagy méretű magkezdemény fejlődik maggá. A bibe felülete a szélbeporzás miatt jelentősen megnőtt, rajta nagy méretű szemölcsök találhatók. A hímvirágokban 1–2 porzó alakul. A magok szekunder endospermiuma olajban gazdag. A termés makkocska vagy csonthéjas.

## Néhány faj
Az óriáslapufélék figyelemre méltó és nagyon érdekes növények – főképp elképesztő méretű leveleik miatt. Hazájuk a déli félteke, de mivel látványos növények, így dísznövényként és a botanikus kertek különlegességeiként Európába is bekerültek. A Chiléből származó Gunnera tinctoria levéllemeze szív vagy vese alakú, levélnyele eléri az 1 métert, levéllemeze pedig akár az 1,5–2 métert is. Mint hazánkban a vörös acsalapu, úgy ez a növény Dél-Amerikában a patakok és folyók partján alkot magaskórós társulásokat, ezenkívül a Nothofagus-erdők aljnövényzetének gyakori tagja. Hazánkban gyakran óriás rebarbaraként emlegetik – a hasonlóság miatt. Dél-Amerikában levélnyelét valóban fogyasztják is ennek az óriáslapunak. Dísznövényként találkozhatunk még a brazil óriáslapuval (Gunnera manicata) és a Magellán-óriáslapuval (Gunnera magellanica).